# Västsjön, Västerbotten
Västsjön är en sjö i Vännäs kommun i Västerbotten och ingår i Umeälvens huvudavrinningsområde. Sjön har en area på 0,154 kvadratkilometer och ligger 150 meter över havet. Vid provfiske har abborre, gers och gädda fångats i sjön.

## Delavrinningsområde
Västsjön ingår i det delavrinningsområde (710530-169593) som SMHI kallar för Mynnar i Fäbodbäcken. Medelhöjden är 183 meter över havet och ytan är 13,54 kvadratkilometer. Det finns inga avrinningsområden uppströms utan avrinningsområdet är högsta punkten. Vattendraget som avvattnar avrinningsområdet har biflödesordning 4, vilket innebär att vattnet flödar genom totalt 4 vattendrag innan det når havet efter 42 kilometer. Avrinningsområdet består mestadels av skog (89 procent). Avrinningsområdet har 0,16 kvadratkilometer vattenytor vilket ger det en sjöprocent på 1,2 procent.